# Інє (король Вессексу)
Інє (давн-англ. Ine; ? — після 726) — король Вессексу в 688—726 роках.

## Життєпис
Походив з Вессекської династії. Син Кенреда, (підкороля) в одній з областей Вессексу. Інє був праправнуком короля Кевліна. Про дату народження Інє нічого невідомо.
У 688 році після зречення короля Кедвалли став новим володарем Вессексу. Разом з тим він залишив при владі свого батька Кенреда. Вимушений був боротися проти амбіцій королівства Мерсія, розділивши землі по річці Темза.
Для зміцнення керованості державою, централізації держави було впроваджено посаду елдормена, які керували округами. Саме королівство було поділено на 5 округів, що відповідають сучасним графствам Гемпшир, Сомерсет, Вілтшир, Девон і Дорсет.
У 694 році або дещо пізніше видав кодекс законів. Це була перша кодифікація права Вессексу. Ймовірно, зразком був кодекс Етельберта, короля Кенту, 603 року. Перш за все регулювалися земельні стосунки. Земля була поділена між кеорлами (вільними землеробами), шляхтою та королівськими маєтностями. Втім кеорли як правило були орендарями, а не власниками землі. Існували також залежні селяни — віллани. Також у кодексі Інє згадується про вимір землі як ярд, що дорівнювався чверті шкіри великої рогатої худоби. Закони регулюють існування фірда (ополчення), за відмову долучитися до нього шляхтич мав сплатити штраф у 120 шилінгів, а кеорл — 30 шилінгів. У судовому розгляді до власної клятви кеорла тепер потрібно було додати клятву поручителя кеорла.
Інє продовжив боротьбу проти Кенту, який ще за часів його попередника вийшов з-під влади Вессексу. Зрештою у 694 році було укладено мирний договір, за яким Кент зобов'язався сплатити Вессексу 30 тисяч срібних пенні за вбивство Мула, короля Кенту, з Вессекської династії у 688 році.
Водночас зміцнив свою владу над королівством Сассекс. У 692 році згадується сассекський король Нотгельм як васал вессекського короля Інє. При цьому намагався підкорити Ессекс, проте це не вдалося. Але змушений був захищати область Суррей від амбіцій королівства Мерсія. У 704 році Інє втратив Суррей.
У 710 році скориставшись конфліктом королівства Думнонії (прихильником кельтської церкви) з католицькими прелатами, як приводом для початку війни, Інє разом з військом Сассексу, вдерся до Думнонії, завдавши поразки тамтешньому королю Герайнт ап Донарт, який загинув. За умовами угоди з новим думнонським королем Ітелом ап Донартом, отримав сучасну територію графства Девоншир по кордону з річкою Тамар. Того ж року заснував порт Гамвіч (надалі переріс у Саутгемптон). Цим покращилася торговельні стосунки з іншими державами Британії та королівством франків і Бретані.
У 715 році до меж Вессексу вдерлися війська Мерсії на чолі з Кеолредою. У битві при Воденбурзі відбулася битва, підсумок якої достеменно невідомий. Втім напевне Інє зумів зберегти своє володіння.
721 року придушив повстання на чолі з Кіневульфом, представником Вессекської династії. У 722 році почалася нова війна з Думнонією, в якій Інє у битві при Гегілі зазнав поразки.
У 726 році ймовірно після поразки від Мерсії змушений був зректися влади. Разом з дружиною перебрався до Риму, де й помер. Новим королем Інє оголосив Етеларда, брата своєї дружини.